# Carnaval en los Pirineos
Debido al aislamiento de los valles pirenaicos, en estos se han conservado carnavales tradicionales en los que se han mezclado elementos paganos, con elementos judeocristianos.

## Ciclo anual carnavalesco en el Pirineo
El carnaval, también llamado Antruejo, Carnal, Carnestolendas o en las áreas de influencia del Catalán, Carnestoltes, agrupa a una serie de festejos no cristianos durante un ciclo de tiempo comprendido entre el día de Reyes y el Miércoles de Cenizas.

## Días señalados del Antruejo Pirenaico
En esta área geográfica cobran especial importancia algunos días señalados, como el famoso Jueves Lardero (o gordo o graso), el martes de carnaval, que en algunas otras zonas se celebra el llamado "entierro de la sardina" y que en la tradición pirenaica es más habitual el juicio y ejecución de un personaje que representa al Carnaval, e incluso a una supuesta cónyuge del mismo, o los jueves de comadres o de compadres. Véase también que en el carnaval de Nueva Orleans se hace referencia al carnaval como Mardi Gras

### Un ejemplo de Jueves Lardero en Navarra: Lezáun
Extracto del artículo principal: Lezáun
El carnaval. El jueves de Lardero piden los niños en edad escolar. Antiguamente salían por la mañana sólo chicos, a eso de las once, de la casa de uno de los niños mayores del grupo. Algunos niños se disfrazaban por la tarde. Se tapaban la cara con un trozo de papel o una máscara. A los disfrazados se llamaba «michilargas» y al toque de oración se dirigían a sus casas. El jueves de Lardero pedían también los seis pastores del ganado de la vecindad. Eran el cabrero, lechonero, vaquero, el yegüero, boyero y machero, quienes agrupados salían por la mañana desde la casa de uno de ellos. Los ganaderos vendían algunas viandas y compraban pescado, carne de ternera, etc. Comían juntos y el jueves de Lardero era festivo para ellos, pues en su cotidiana labor eran sustituidos por algunos de sus amigos. Al mediodía del martes de carnaval, los mozos acudían a la taberna, y desde esta casa de comidas partían en cuestación, con música de guitarra. Cantaban coplas dedicadas de manera particular a las jóvenes, que les observaban discreta y atentamente tras los visillos. Los mozos saciaban el hambre en una merienda-cena, y más adelante algunos de ellos se disfrazaban y ocultaban el rostro con una careta. Los «michilargas» del martes de Carnaval ambientaban la calle y molestaban a todo el que podían con un mimbre que llevaban en la mano. Con la cena y el ulterior baile de varias jotas al son de las notas de guitarra

## El Carnaval y sus personajes
Durante el ciclo carnavalesco es habitual la representación de personajes relacionados con la fiesta carnal, entre ellos está el propio carnaval, que como hemos visto el día del Martes de Carnaval es ajusticiado "en algunos casos sin juicio previo".

### Los personajes del "Carnaval de Bielsa"
El carnaval de Bielsa, en la comarca del Sobrarbe, en la provincia de Huesca, es uno de los más tradicionales y admirados. 
En Bielsa actúa el onso (oso en idioma aragonés), las "trangas", que son seres de aspecto caprino o diabólico, que podrían representar a Aker, las "madamas" que son las señoritas emperifolladas, el "amontato", que represnta a un hombre cabalgando a lomos de una vieja, el "caballé" que es un jinete, la "garreta" o disfraz a base de pañuelos y la "hiedra" hecha con hojas de la misma planta.
Finalmente y como representación del Carnaval, está Cornelio Zorrilla, típico pelele carnavalesco, que será ajusticiado en la hoguera, después de su juicio.
La bella localidad pirenaica de Bielsa, recibe miles de visitantes durante estos festejos debido a la gran belleza del evento.

### Los Gigantes de Solsona
En la localidad catalana de Solsona, hay un carnaval característico por la presencia de Gigantes, que es una de las fiestas de interés nacional.
El carnaval de Panticosa:
El carnaval de Panticosa (o carnabal de Pandicosa, en aragonés) sigue la tendencia general de esta festividad en el Pirineo. En este caso, el personaje en ser ajusticiado es "Pedro Palla", a quien se le acusa de los males que acontecen el lugar a lo largo del año, y que acaban con la quema de este muñeco de paja, al que se le introducen papeles con males escritos de los que se quiere librar la gente de la villa pirenaica. De esta manera, se pone fin al invierno y se da paso a la primavera, con la renovación que conlleva. 
El carnaval de Panticosa ha sido una festividad que ha ido perdiendo arraigo con los años, sobre todo desde la década de 1970 cuando se instaló la estación de esquí Aramón Panticosa, pero desde 2019 hay proyectos de renovar esta festividad. 
Son tradicionales algunos dulces para esta fiesta, como los crespillos o la torta de chichones.